# Archegocepheus macrofoliatus
Archegocepheus macrofoliatus är en kvalsterart som beskrevs av Wen 1997. Archegocepheus macrofoliatus ingår i släktet Archegocepheus och familjen Carabodidae. Inga underarter finns listade i Catalogue of Life.